# Simply Market
Simply Market era un'insegna della grande distribuzione alimentare, presente in alcuni stati europei, che faceva capo al gruppo Auchan. 
Simply market era utilizzata per il format distributivo dei supermercati del gruppo Auchan dal 2005 fino al 2019, in quanto tra il 2016 e il 2019 questi punti vendita vennero gradualmente rinominati Auchan supermercato a seguito di un piano di razionalizzazione delle insegne.

## Storia

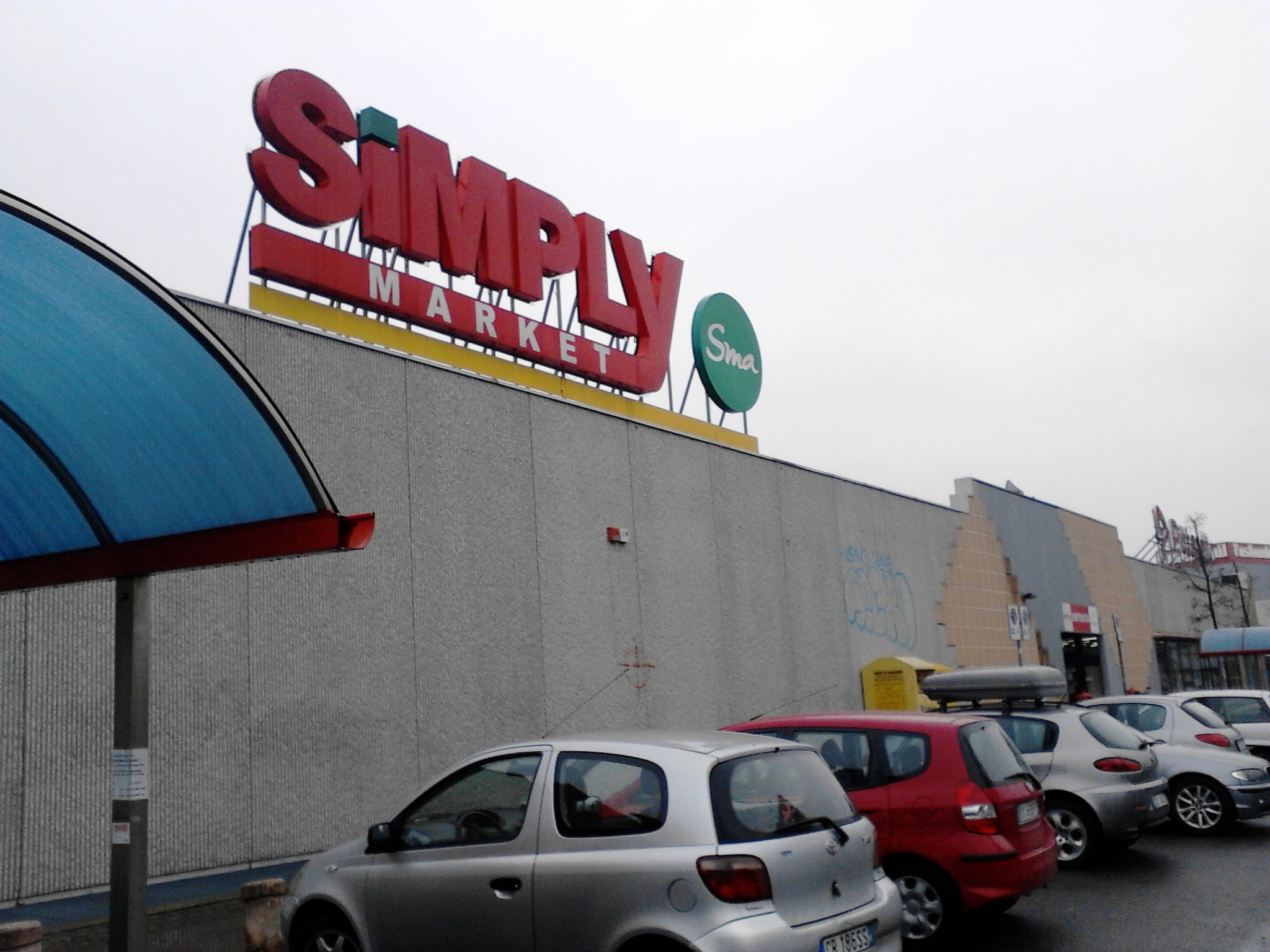
Simply Market di Lissone

Il marchio Simply venne lanciato al livello internazionale nel 2005, si abbinava al progetto di soft discount, maturato dalle esperienze di Italia e Francia. Inizialmente era un canale in più rispetto ai supermercati del gruppo (gli SMA in Italia e gli Atac in Francia) e successivamente il marchio è diventato quello unico nell'Unione europea dei supermercati del gruppo Auchan i quali, in Italia (Sma), Francia (Atac), Spagna (Sabeco) e Polonia (ELEA) passarono tutti sotto l'insegna Simply Market.
In Italia, un anno prima del lancio di Simply, nel 2004, Sma spa diviene la società di Auchan Super, divisione supermercati francesi del Groupe Auchan. L’insegna Sma, aveva una storia di più di 40 anni, si sviluppò in Italia nel 1961, appena rilevata dal gruppo Rinascente, insediandosi inizialmente nei centri urbani di Roma e Milano. Tra il 2005 e il 2011 i punti vendita ad insegna Sma sono stati gradualmente rinominati Simply Market. Nel 2013 si sviluppava sul territorio nazionale con oltre 1.700 punti vendita, di cui 273 diretti e i restanti gestiti con la formula dell'affiliazione.
Dopo circa 10 anni di utilizzo inizia la dismissione del marchio Simply.
Nel 2016 in Francia nasce il marchio MyAuchan, per i suoi negozi di piccole dimensioni, che progressivamente sostituisce tutte le insegne a marchio Simply in Francia e all'estero, mentre Auchan supermarché è adottato per i negozi Simply di maggiori dimensioni.
In Italia, a partire dalla metà del 2017 iniziò il cambio di insegna in MyAuchan per le superettes e i supermercati di prossimità, e in Auchan supermercato per gli altri punti vendita.

## Passaggio Auchan-Conad
Dal 2017 al 2019 una parte dei negozi "Simply", erano diventati "MyAuchan" e "Auchan supermercato".
Nel mese di maggio 2019, a seguito dell'acquisto di tutti i supermercati situati in Italia, del gruppo Auchan da parte di Conad, l'insegna di tali punti vendita viene gradualmente sostituita a favore di quest'ultima. Diversamente, in Sicilia, i 33 punti vendita passano al gruppo Arena (insegna Decò), che a loro volta cedono 14 store a New Fdm srl - Gruppo Radenza (insegna Crai).
Invece, i punti vendita franchising delle società 3A, Etruria ed Apulia passano, la prima a Despar e, le seconde sotto le insegne Carrefour.

## Formati in Italia
- Simply Market identificava i supermercati da 600 fino a circa 2.500 m2.
- Punto Simply e La Bottega identificavano le superette del gruppo (da 300 a 600 m2 la prima, sotto i 300 m2 la seconda).
- IperSimply Market identificava le grandi superfici del gruppo con una dimensione compresa tra i 2000 e i 5500 m2 (oltre diventavano "Auchan").